# Will Forte
Will Forte (Orville Willis Forte IV, Condado de Alameda, Califórnia, 17 de Junho de 1970) é um ator, roteirista, dublador e comediante americano. É mais conhecido por seu trabalho no Saturday Night Live de 2002 a 2010 e por ser o autor e estrela da série The Last Man on Earth.

## Carreira
| Cinema | Cinema                      | Cinema                       |
| Ano    | Título                      | Personagem                   |
| ------ | --------------------------- | ---------------------------- |
| 2004   | A Volta ao Mundo em 80 Dias | Jovem policial francês Bobby |
| 2006   | Beerfest                    | Otto                         |
| 2007   | Os Irmãos Solomon           | Dean Solomon                 |
| 2010   | Corram Que o Agente Voltou  | MacGruber                    |
| 2012   | Este é meu Garoto           | Phil                         |
| 2013   | Gente Grande 2              | Cheerleeder Masculino        |
| 2013   | Nebraska                    | David Grant                  |
| 2018   | Fútil e Inútil              | Doug Kenney                  |
| 2019   | The Laundromat              | Estrangeiro condenado #1     |
| 2020   | Scooby!: O filme            | Salsicha                     |
| 2023   | Coyote vs. Acme             |                              |
| 2023   | Strays                      |                              |

| Televisão | Televisão             | Televisão         |
| Ano       | Título                | Papel             |
| --------- | --------------------- | ----------------- |
| 2002-2010 | Saturday Night Live   | Vários            |
| 2007-2012 | 30 Rock               | Thomas/Paul       |
| 2008-2010 | How I Met Your Mother | Randy Wharmpess   |
| 2011-2016 | Lab Rats              | Eddy (voz)        |
| 2015-2018 | The Last Man on Earth | Phil Miller/Tandy |
| 2021      | Sweet Tooth           | Pubba             |
| 2021      | MacGruber             | MacGruber         |